# Cockfosters

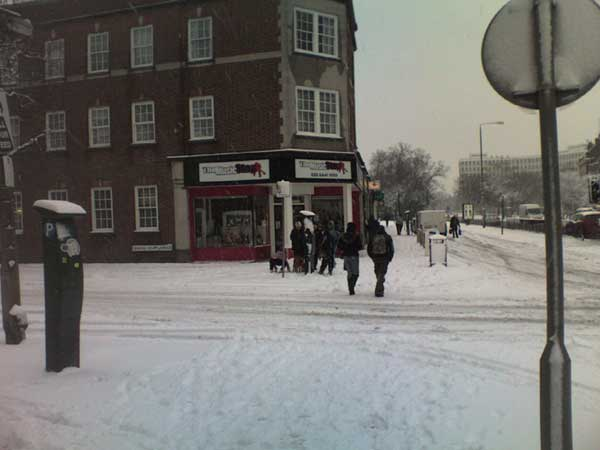
Cockfosters Road.

Cockfosters es un barrio del norte de Londres, que se sitúa entre los municipios de Enfield y Barnet. Antes de la reforma de 1965 pertenecía a los condados de Hertfordshire y Middlesex.
El metro de Londres llegó al barrio en 1933, a través de la línea Piccadilly, que tiene una de sus cabeceras en el barrio.